# مختبر الصحة العامة
مختبرات الصحة العامة أو المختبرات الصحية تعمل كخط الدفاع الأول لحماية الناس ضد الأمراض والمخاطر الصحية الأخرى. وهذه المختبرات تعمل بالتعاون مع غيرها من أنظمة الصحة العامة (بالإنجليزية: Public Health)‏ لتقدم الفحوصات التشخيصية السريرية، ومراقبة الأمراض، والفحوصات البيئية والإشعاعية، وتقدم الدعم في حالات الطوارئ، والبحوث التطبيقية والتدريبات المختبرية وغيرها من الخدمات الأساسية للمجتمعات المحلية. دائما مايكون علماء مختبرات الصحة العامة متخصصون في فرع واحدة أو أكثر من التخصصات العلمية وذوي مهارات عالية في الأعمال المخبرية وهم يتحلون بالقدرة على تكريس خبراتهم في حل المشاكل المعقدة التي تؤثر على صحة الإنسان.
في كل الولايات أميركية وأقاليمها، فضلا عن مقاطعة كولومبيا (بالإنجليزية: District of Columbia)‏، لديها مختبر مركزي للصحة العامة يقوم بإجراء الفحوصات والخدمات المخبرية الأخرى نيابة عن الولاية بأكملها. وبالإضافة إلى ذلك، فإن معظم الولايات لديها مختبرات محلية للصحة العامة، وتتراوح في حجمها من المختبرات الكبيرة والتي تحوي على مئات من العلماء إلى المختبرات الريفية الصغيرة والتي تحوي على واحد أو اثنين من الموظفين، وهي تدعم نشاطات المختبرات الصحية المحلية مثل مكافحة الأمراض المنقولة جنسيا (بالإنجليزية: sexually transmitted disease)‏، وفحوصات الصالحة للشرب (بالإنجليزية: Drinking water)‏..
مختبرات الصحة العامة الدولية والمحلية في كثير من الأحيان ماتقوم بإجراء فحوصات لا تتوفر في مكان آخر. فعلى مستوى الدولة، فإم مختبرات الصحة العامة تساعد في صياغة السياسات العامة (بالإنجليزية: public policies)‏، واستحداث أساليب جديدة للكشف ولمكافحة الأمراض المعدية(بالإنجليزية: infectious disease)‏ وملوثات البيئة والسموم، وأيضاً تقوم على تنظيم عمل المختبرات الطبية والبيئية، وتقديم الخدمات الضرورية الأخرى لحماية صحة السكان ورفاهيتهم. اما على المستوى الاتحادات، فإن مختبرات الصحة العامة الدولية تكون جزءا هاما من شبكة المختبرات الوطنية التي تقدم الدعم لحالات الطوارئ الوطنية والحوادث التي تتعلق بالغذاء، والأمراض، والبيئة، والزراعة.
ان العديد من مختبرات الدولة الصحية تقوم بفحوصات على البيئة. ففي بعض الدول يكون مختبر البيئة والصحة العامة هو نفس المختبر وغالبا ما تكون داخل وزارة الصحة، ويعمل على توفير الدعم للفحوصات التحليلية لبرامج عديدة من بينها حالة مياه الشرب ومياه الصرف الصحي (بالإنجليزية: wastewater)‏ والنفايات الصلبة (بالإنجليزية: solid waste)‏ ونوعية الهواء. وفي دول أخرى، تكون المختبرات البيئية منفصلة عن مختبرات الصحة العامة وهي جزء من وزارة الجودة البيئية والموارد الطبيعية. ومع ذلك، فإن أحد الأهداف المشتركة بين هذه المختبرات هو التزام العاملين في المختبرات بالحفاظ على بيئة وحماية الصحة العامة.
ويمكننا تعريف المختبرات البيئية كالآتي : هي المختبرات التي تقوم بإجراء فحوصات لعينات البيئية مثل الماء والهواء والتربة لمعرفة مدى التلوث الجرثومي والكيميائي لأسباب صحية بيئية (بالإنجليزية: environmental health)‏. ويمكن إرجاع نشأة المختبرات البيئية إلى نشأة المختبرات المرتبطة بالمياه البلدية ومحطات معالجة مياه الصرف الصحي : والتي تقوم على ضمان ان مياه الشرب المقدمة للمواطنين خالية من الكائنات الدقيقة المسببة للأمراض وفحص مياه الصرف الصحي الملوثة المتدفقة التي قد تؤدي إلى تدهور الممر المائي الذي يقوم بالتخلص من النفايات السائلة.
على مدى الثلاث وخمسون عاما الماضية، بدأ اهتمام المختبرات البيئية بالتغير. فعندما تم زيادة الوعي بما كان يقوم به الناس ضد البيئة والاعتراف بالحاجة إلى تنظيف البيئة، بدأت المختبرات البيئية بالتركيز على الملوثات البيئية. وكانت التقنيات التحليلية انتقائية متوسطة وذات حساسية عالية. وكلما أصبحت البيئة أكثر نظافة، أصبحت التقنيات انتقائية على نحو متزايد وذات حساسية أعلى وتقنية أحدث. بالإضافة إلى ذلك، فقد تطور التعاون بين مختبرات الدولة البيئية وعلماء تقييم الآثار الصحية الناجمة عن التعرض للعوامل البيئية والملوثات البيئية، مما أدى إلى رصد وتتبع البرامج البيولوجية والصحة البيئية في بعض الدول، مع الأخذ بعين الاعتبار ان بعض الولايات لديها برامج أكثر تطورا من غيرها.

## المهام الأساسية لمختبرات الصحة العامة
- الوقاية من الأمراض والمراقبة والإشراف
- إدارة البيانات المتكاملة
- المراجع والفحوصات المتخصصة
- الصحة وحماية البيئة
- سلامة الأغذية
- تحسين وتنظيم المعمل
- السياسات الإنمائية
- الاستجابة للطوارئ
- بحوث الصحة العامة ذات صلة
- التدريب والتعليم
- الشراكات والاتصالات

## خدمات مختبرات الصحة العامة
- فحص 97 ٪ من الأطفال الذين ولدوا في الولايات المتحدة عن الاضطرابات الأيضية والجينية.
- مراقبة المجتمعات المحلية لرصد مسببات الأمراض التي تنتشر في الغذاء أو عن طريق الاتصال مع الأشخاص أو الحيوانات.
- إجراء تقريبا جميع الفحوصات لكشف ورصد الأمراض المعدية الناشئة حديثا مثل فيروس غرب النيل، ومرض سارس وانفلونزا الطيور.
- فحص بعض عينات المياه الصالحه للشرب وأماكن الاستجمام للتأكد من عدم وجود البكتيريا أو الطفيليات، والمبيدات الحشرية والمواد الضارة الأخرى.
- التعرف على العوامل المسؤولة والمشتبه به، فكما حدث في 2001 عندما قامت مختبرات الصحة العامة بفحص 1200 عينة يوميا خلال هجمات الجمرة الخبيثة عام 2001، وفي نهاية الأمر تم وإجراء مليون تحليل مخبري.

## الاعتماد الدولي
في عام 2007 قام حاييم هاتشام وآخرون بنشر ورقة عمل تناولو فيها حاجتهم وخطوات مقترحة لعملية الاعتماد الدولي الموحد في إسرائيل. ولقد كانت تجربة لا تقدر بثمن للجميع القطاعات. ومع جهود مماثلة، فقد تم اعتماد الإيزو بعقد 15189 لكل من المجلس الياباني لاعتمادات ومطابقة التقيمات (JAB) والاتحاد الأوروبي للكيمياء السريرية والطب المخبري (EC4)، على التوالي 
ومع ذلك، فقد أعرب سبيتزينبيرجر ادلهوسر عن قلقه من اعتماد الإيزو والذي قد يسبب في ظهور بعض العقبات في حالة ظهور أجهزة طبية جديدة ومناهج جديدة للتقييم، مشيراً إلى أن المعايير مؤقتة.
1. ↑  Hacham, Haim et al.; Tetro, Nurit; Kochavi-Azolai, Salit; Stern, Nava; Mizrahi, Dana; Lisenker, Anna; Gazit, Emanuel (2007). "Unification of the quality assurance systems of public health laboratories conformed to ISO 17025, ISO 15189, and ISO 9000: a major organizational change". Accreditation and Quality Assurance: Journal for Quality, Comparability and Reliability in Chemical Measurement (Elsevier) 12 (8): 409–413. doi:10.1007/s00769-007-0262-9.
2. ↑  Aoyagi T, Kawai T (May 2006). "[Validation of the ISO 15189 trial assessment results of clinical laboratories--effects of accreditation and interpretation of ISO 15189]" (in Japanese). Rinsho Byori 54 (5): 486–93. ببمد: 16789419.
3. ↑  Huisman W, Horvath AR, Burnett D, et al. (2007). "Accreditation of medical laboratories in the European Union". Clin. Chem. Lab. Med. 45 (2): 268–75. doi:10.1515/CCLM.2007.037. ببمد: 17311523. http://pt.wkhealth.com/pt/re/cclm/abstract.00115728-200745020-00029.htm;jsessionid=Hfhpgx1565JBs7Lhlc12PLyGtpdLRYGNCwtQLRsprvzw6dySs8Rs!592949099!181195629!8091!-1.
4. ↑  Spitzenberger F, Edelhäuser R (2006). "Accreditation of Medical Laboratories in Europe: Statutory Framework, Current Situation and Perspectives". Transfusion Medicine and Hemotherapy (S. Karger AG) 33 (5): 384–92. doi:10.1159/000094738.

## روابط خارجية
- of Public Health Laboratories (APHL)
- Labs Are Vital
- Health Laboratories, WA State Dept. of Health